# Verhivți, Iarmolînți
Verhivți (în ucraineană Верхівці) este un sat în comuna Moskalivka din raionul Iarmolînți, regiunea Hmelnîțkîi, Ucraina.

## Demografie
Componența lingvistică a localității Verhivți
     Ucraineană (99,41%)
     Alte limbi (0,59%)
Conform recensământului din 2001, majoritatea populației localității Verhivți era vorbitoare de ucraineană (99,41%), existând în minoritate și vorbitori de alte limbi.